# Спортивна акробатика

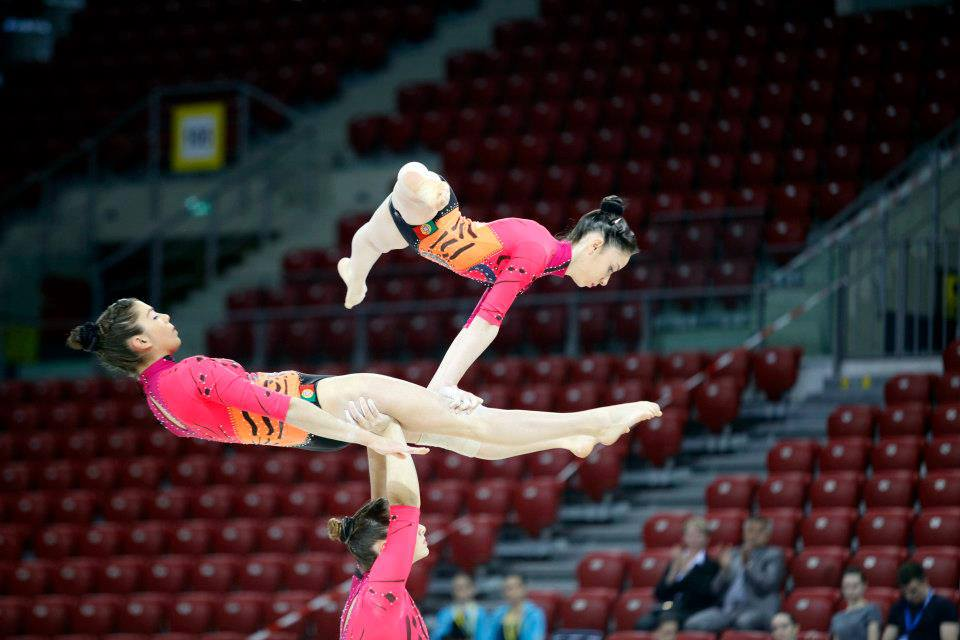
Жіночий дует

Спортивна акробатика – це груповий вид спорту, основні положення якого ґрунтуються на засадах класичної гімнастики. У спортивній акробатиці кожна програма оцінюється на основі трьох компонентів: артистичності, правильності виконання та складності у виконанні акробатичних вправ, пов'язаних із збереженням рівноваги, обертанням тіла з опорою і без опори.
Основна мета спорту полягає у виконанні трьох видів вправ: баланс, динамічні та комбіновані вправи. Вправи на баланс перевіряють спортсменів на міцність і гнучкість, включають утримання статики в певних групуваннях, як правило, у вежах або пірамідах, протягом певного часу. Динамічні вправи включають кидки, ловлі, повороти та сальто, які перевіряють спортсменів на міць і силу. Програма комбінованих вправ має включати елементи як балансового, так і динамічного видів.
Також ігри були зіграні з 1993-2021

## я
Спортивна акробатика існувала в різних формах і в різних культурах протягом тисячоліть. Спогади про цей вид спорту були виявлені в мистецтві бронзової доби, а також в епосах Гомера. Акробатика також служила розвагою для європейських дворів у Середньовіччі.
Становлення дисципліни
Акробатична гімнастика почала розвиватися як дисципліна через використання снарядів і перекидання. Обидва аспекти демонстрували можливості людського організму. Перші правила змагань з акробатики були створені в Радянському Союзі, де глядачі сподівалися стати свідками спортивних подвигів, таких як формування гігантських людських пірамід. У 1939 році відбувся перший чемпіонат СРСР.
Міжнародна федерація спортивної акробатики (IFSA) була заснована в 1973 році, а перший чемпіонат світу відбувся наступного року в Москві, в якому взяли участь команди з Болгарії, Федеративної Республіки Німеччини, Великої Британії, Угорщини, Польщі, Радянського Союзу та Сполучених Штатів. У 1998 році ця дисципліна була прийнята Міжнародною федерацією гімнастики після розпуску IFSA.

Піктограма спортивної акробатики

## Олімпійські ігри
На даний момент спортивна акробатика не є олімпійським видом спорту, але на Олімпійських іграх у Лондоні 2012 року акробати брали участь у виступах під час церемонії відкриття і закриття.

## Програма змагань
До програми змагань входять
- акробатичні стрибки жінок і чоловіків
- вправи жіночих, змішаних і чоловічих пар
- групові вправи жінок (втрьох) і чоловіків (учотирьох)

Всі партнери в парі або групі повинні належати до однієї з вікових категорій: 11-16 років, 12-18 років, 13-19 років, 14 і старше (старші розряди).

## Розвиток спортивної акробатики в Україні
Спортивна акробатика входить до складу Української федерації гімнастики. В Україні також періодично відбуваються чемпіонати та турніри зі спортивної акробатики. Серед провідних спортсменів-акробатів України: Д. Баїн, Г. Демиденко, В. Жердєва, Ю. Заверюха, А. Ковпоша, О. Косенко, В. Ляпунов, О. Мойсейчева, С. Павлов, С. Петров, А. Сафонов, Ю. Степченков, Н. Суріна, Ю. Тишлер, О. Чабаненко, С. Чижевський, Г. Церишенко.